# Amherst (Nou Hampshire)
Amherst és una població dels Estats Units a l'estat de Nou Hampshire. Segons el cens del 2000 tenia 10.769 habitants.

## Demografia
Segons el cens del 2000, Amherst tenia 10.769 habitants, 3.590 habitatges, i 3.065 famílies. La densitat de població era de 121,3 habitants per km².
Dels 3.590 habitatges en un 47,5% hi vivien nens de menys de 18 anys, en un 78,3% hi vivien parelles casades, en un 4,6% dones solteres, i en un 14,6% no eren unitats familiars. En l'11,4% dels habitatges hi vivien persones soles el 4% de les quals corresponia a persones de 65 anys o més que vivien soles. El nombre mitjà de persones vivint en cada habitatge era de 3 i el nombre mitjà de persones que vivien en cada família era de 3,26.
Per edats la població es repartia de la següent manera: un 31,7% tenia menys de 18 anys, un 4,5% entre 18 i 24, un 27,5% entre 25 i 44, un 29% de 45 a 60 i un 7,3% 65 anys o més.
L'edat mediana era de 39 anys. Per cada 100 dones de 18 o més anys hi havia 98,4 homes.
La renda mediana per habitatge era de 89.384$ i la renda mediana per família de 97.913$. Els homes tenien una renda mediana de 73.432$ mentre que les dones 35.250$. La renda per capita de la població era de 35.531$. Entorn de l'1% de les famílies i l'1,9% de la població estaven per davall del llindar de pobresa.